# Туркменистан на Светском првенству у атлетици на отвореном 2001.
Туркменистан је учествоваоо на 8. Светском првенству 2001. одржаном у Едмонтону (Канада) од 3. до 12. августа.
У његовом четвртом учешћу на светским првенствима на отвореном Туркменистан су предсстављале две атлетичарке које су се такмичиле у две атлетске дисциплине.
Такмичарке Туркменистана нису освојиле ниједну медаљу, нити су обориле неки рекорд.

## Учесници
| Жене: - Алена Петрова — 400 м - Викторија Бригадна — Троскок |

## Резултати

### Жене
| Атлетичар          | Дисциплина | Лични рекорд | Квалификације | Квалификације | Полуфинале | Полуфинале | Финале   | Финале | Детаљи |
| Атлетичар          | Дисциплина | Лични рекорд | Резултат      | Место         | Резултат   | Место      | Резултат | Место  | Детаљи |
| ------------------ | ---------- | ------------ | ------------- | ------------- | ---------- | ---------- | -------- | ------ | ------ |
| Алена Петрова      | 400 м      | 52,10 НР     | ДИСК          | ДИСК          | ДИСК       | ДИСК       | ДИСК     | ДИСК   | [ 1 ]  |
| Викторија Бригадна | троскок    | 14,02 НР     | БП            | БП            | БП         | БП         | БП       | БП     | [ 2 ]  |